# Nomada crotchii
Nomada crotchii är en biart som beskrevs av Cresson 1878. Nomada crotchii ingår i släktet gökbin, och familjen långtungebin.

## Underarter
Arten delas in i följande underarter:
- N. c. crotchii
- N. c. nigrior